# Ortogonalizacja Grama-Schmidta
Ortogonalizacja Grama-Schmidta – przekształcenie układu liniowo niezależnych wektorów przestrzeni unitarnej w układ wektorów ortogonalnych. Przestrzenie liniowe rozpinane przez układy przed i po ortogonalizacji są tożsame, tak więc proces może służyć do ortogonalizowania bazy.
Opisana w tym artykule metoda nazwana została na cześć Jørgena Grama, matematyka duńskiego oraz Erharda Schmidta, matematyka niemieckiego.

## Proces ortogonalizacji

Dwa pierwsze kroki procesu ortogonalizacji

Operator rzutowania ortogonalnego wektora {\displaystyle \mathbf {v} } na wektor {\displaystyle \mathbf {u} } definiujemy jako:
{\displaystyle \mathrm {proj} _{\mathbf {u} }\,\mathbf {v} ={\frac {\langle \mathbf {v} ,\mathbf {u} \rangle }{\langle \mathbf {u} ,\mathbf {u} \rangle }}\mathbf {u} .}
Wówczas dla układu k wektorów {\displaystyle \{\mathbf {v} _{1},\dots ,\mathbf {v} _{k}\}} proces przebiega następująco:
{\displaystyle \mathbf {u} _{1}=\mathbf {v} _{1},}
{\displaystyle \mathbf {u} _{2}=\mathbf {v} _{2}-\mathrm {proj} _{\mathbf {u} _{1}}\,\mathbf {v} _{2},}
{\displaystyle \mathbf {u} _{3}=\mathbf {v} _{3}-\mathrm {proj} _{\mathbf {u} _{1}}\,\mathbf {v} _{3}-\mathrm {proj} _{\mathbf {u} _{2}}\,\mathbf {v} _{3},}
{\displaystyle \vdots }
{\displaystyle \mathbf {u} _{k}=\mathbf {v} _{k}-\sum _{j=1}^{k-1}\mathrm {proj} _{\mathbf {u} _{j}}\,\mathbf {v} _{k},}
czyli wektor {\displaystyle u_{k}} to wektor {\displaystyle v_{k}} po odjęciu od niego rzutu wektora {\displaystyle v_{k}} na podprzestrzeń rozpiętą przez wektory {\displaystyle u_{1},...,u_{k-1}.} Otrzymany zbiór {\displaystyle \{\mathbf {u} _{1},\dots ,\mathbf {u} _{k}\}} jest zbiorem wektorów ortogonalnych.
Aby zbudować w ten sposób zbiór ortonormalny, każdy wektor należy podzielić przez jego normę:
{\displaystyle \mathbf {e} _{n}={\frac {\mathbf {u} _{n}}{||\mathbf {u} _{n}||}},n=1,2,...,k}
Proces ortogonalizacji pozwala na wskazanie bazy ortogonalnej w dowolnej przestrzeni unitarnej (niekoniecznie skończenie wymiarowej).
Własności numeryczne tego algorytmu nie są zbyt dobre i uzyskane wektory nadal nie są ortogonalne (za sprawą błędów zaokrągleń), toteż w praktyce powtarza się proces dokonując reortogonalizacji.

### Dowód ortogonalności otrzymanej bazy
Dowód ortogonalności tak otrzymanego układu opiera się na indukcji.
Niech {\displaystyle \mathbf {u} _{1},\dots ,\mathbf {u} _{k}} jest układem wektorów uzyskanym w procesie ortogonalizacji Grama-Schmidta z bazy {\displaystyle \mathbf {v} _{1}\dots \mathbf {v} _{k}.} Załóżmy, że wektory {\displaystyle \mathbf {u} _{1},\dots ,\mathbf {u} _{k-1}} są wzajemnie prostopadłe, czyli spełniają {\displaystyle \langle \mathbf {u} _{s},\mathbf {u} _{t}\rangle =0} dla wszystkich {\displaystyle t,s\in \{1\dots k-1\},~t\neq s} oraz {\displaystyle \mathbf {u} _{s}\neq 0} dla {\displaystyle s\in \{1\dots k-1\}.}
Pokażemy, że wektor {\displaystyle \mathbf {u} _{k}} otrzymany z algorytmu ortogonalizacji Grama-Schmidta jest prostopadły z dowolnym wektorem {\displaystyle \mathbf {u} _{l},} gdzie {\displaystyle l\in \{1,\dots ,k-1\}.}
{\displaystyle \mathbf {u} _{k}=\mathbf {v} _{k}-\sum \limits _{j=1}^{k-1}{\frac {\langle \mathbf {v} _{k},\mathbf {u} _{j}\rangle }{\langle \mathbf {u} _{j},\mathbf {u} _{j}\rangle }}\mathbf {u} _{j}}
Mnożąc skalarnie {\displaystyle \mathbf {u} _{k}} i {\displaystyle \mathbf {u} _{l}} i korzystając z własności iloczynu skalarnego (rozdzielności iloczynu względem sumy, przemienności i zgodności z mnożeniem przez skalar) otrzymujemy:
{\displaystyle \langle \mathbf {u} _{k},\mathbf {u} _{l}\rangle =\left\langle \ \mathbf {v} _{k}-\sum \limits _{j=1}^{k-1}{\frac {\langle \mathbf {v} _{k},\mathbf {u} _{j}\rangle }{\langle \mathbf {u} _{j},\mathbf {u} _{j}\rangle }}\mathbf {u} _{j},\mathbf {u} _{l}\right\rangle =\langle \mathbf {v} _{k},\mathbf {u} _{l}\rangle -\sum \limits _{j=1}^{k-1}{\frac {\langle \mathbf {v} _{k},\mathbf {u} _{j}\rangle }{\langle \mathbf {u} _{j},\mathbf {u} _{j}\rangle }}\langle \mathbf {u} _{j},\mathbf {u} _{l}\rangle }
Na mocy założenia indukcyjnego w ostatniej sumie wszystkie składniki o indeksie {\displaystyle j\neq l} są zerowe, więc:
{\displaystyle \langle \mathbf {u} _{k},\mathbf {u} _{l}\rangle =\langle \mathbf {v} _{k},\mathbf {u} _{l}\rangle -{\frac {\langle \mathbf {v} _{k},\mathbf {u} _{l}\rangle }{\langle \mathbf {u} _{l},\mathbf {u} _{l}\rangle }}\langle \mathbf {u} _{l},\mathbf {u} _{l}\rangle =0}
co oznacza, że wektor {\displaystyle \mathbf {u} _{k}} jest prostopadły z każdym innym wektorem {\displaystyle \mathbf {u} _{1},\dots ,\mathbf {u} _{k-1}}
Wektor {\displaystyle \mathbf {u} _{k}} jest kombinacją liniową wektorów {\displaystyle \mathbf {u} _{1},\dots ,\mathbf {u} _{k-1},\mathbf {v} _{k}.} Z kolei {\displaystyle \mathbf {u} _{k-1}} jest kombinacją liniową wektorów {\displaystyle \mathbf {u} _{1},\dots ,\mathbf {u} _{k-2},\mathbf {v} _{k-1}.} Analogicznie dla wektora {\displaystyle \mathbf {u} _{k-2}} i tak dalej. Ostatecznie wektor {\displaystyle \mathbf {u} _{k}} jest kombinacją liniową wektorów {\displaystyle \mathbf {v} _{1},\dots ,\mathbf {v} _{k-1},\mathbf {v} _{k}} a dokładniej
{\displaystyle \mathbf {u} _{k}=\alpha _{1}\mathbf {v} _{1}+\ldots +\alpha _{k-1}\mathbf {v} _{k-1}+1\cdot \mathbf {v} _{k}.}
Gdyby {\displaystyle \mathbf {u} _{k}=0,} to układ {\displaystyle \mathbf {v} _{1},\dots ,\mathbf {v} _{k-1},\mathbf {v} _{k}} wbrew założeniom byłby liniowo zależny, bo nie wszystkie współczynniki liczbowe kombinacji są zerowe.
Ponieważ ortogonalny układ wektorów jest liniowo niezależny, a każdy z wektorów {\displaystyle \mathbf {u} _{i}} jest kombinacją liniową elementów z bazy {\displaystyle \mathbf {v} _{1},\dots ,\mathbf {v} _{k},} więc tak wyznaczone wektory {\displaystyle \mathbf {u} _{1},\dots ,\mathbf {u} _{k}} istotnie są bazą.

## Przykłady

### Przestrzeń R²
Rozważmy zbiór wektorów w {\displaystyle \mathbf {R} ^{2}} (ze standardowym iloczynem skalarnym):
{\displaystyle S=\left\{\mathbf {v} _{1}={\begin{bmatrix}3\\1\end{bmatrix}},\mathbf {v} _{2}={\begin{bmatrix}2\\2\end{bmatrix}}\right\}.}
Teraz przeprowadzamy ortogonalizację, aby otrzymać wektory parami prostopadłe:
{\displaystyle \mathbf {u} _{1}=\mathbf {v} _{1}={\begin{bmatrix}3\\1\end{bmatrix}}}
{\displaystyle \mathbf {u} _{2}=\mathbf {v} _{2}-\mathrm {proj} _{\mathbf {u} _{1}}\,(\mathbf {v} _{2})={\begin{bmatrix}2\\2\end{bmatrix}}-\mathrm {proj} _{\left[{3 \atop 1}\right]}\,\left({\begin{bmatrix}2\\2\end{bmatrix}}\right)={\begin{bmatrix}-2/5\\6/5\end{bmatrix}}.}
Sprawdzamy, że wektory u1 i u2 rzeczywiście są prostopadłe:
{\displaystyle \langle \mathbf {u} _{1},\mathbf {u} _{2}\rangle =\left\langle {\begin{bmatrix}3\\1\end{bmatrix}},{\begin{bmatrix}-2/5\\6/5\end{bmatrix}}\right\rangle =-{\frac {6}{5}}+{\frac {6}{5}}=0,}
ponieważ jeśli dwa wektory są prostopadłe, to ich iloczyn skalarny wynosi 0.
Następnie normalizujemy wektory, dzieląc każdy przez ich normy:
{\displaystyle \mathbf {e} _{1}={\frac {1}{\sqrt {10}}}{\begin{bmatrix}3\\1\end{bmatrix}}}
{\displaystyle \mathbf {e} _{2}={\frac {1}{\sqrt {\frac {40}{25}}}}{\begin{bmatrix}-2/5\\6/5\end{bmatrix}}={\frac {1}{\sqrt {10}}}{\begin{bmatrix}-1\\3\end{bmatrix}}.}

### Przestrzeń wielomianów
W przestrzeni wielomianów {\displaystyle R[x]} wielomiany postaci {\displaystyle x^{k}} stanowią bazę. Iloczyn skalarny w tej przestrzeni można wprowadzić np. w ten sposób:
{\displaystyle \langle f,g\rangle _{w}=\int \limits _{-1}^{1}f(x)g(x)dx\ \ \ f,g\in R[x]}
Przeprowadzając proces ortogonalizacji układu {\displaystyle 1,\,x,\,x^{2},\,x^{3},\dots ,} dostaniemy układ ortogonalny {\displaystyle 1,\,x,\,x^{2}-{\tfrac {1}{3}},\,x^{3}-{\tfrac {3}{5}}x,\,\dots }
Są to z dokładnością do czynnika wielomiany Legendre’a:
{\displaystyle P_{n}(x)={\frac {d^{n}}{dx^{n}}}(x^{2}-1)^{n}\quad (n=0,1,\dots ).}
Po znormalizowaniu powstanie układ
{\displaystyle {\tilde {P_{n}}}(x)={\sqrt {n+{\tfrac {1}{2}}}}\cdot {\frac {1}{(2n)!!}}P_{n}(x).}